# 埃瓦區
埃瓦區（英語：Ewa District）是太平洋島國諾魯的一個行政區，位於諾魯島的北部，是諾魯最北端的行政區。地理上，北面鄰太平洋，西南面與拜齐区相接，東面為阿内坦区，東南面為阿納巴爾區。平均海拔25公尺（最高海拔40米）。埃瓦區是屬於阿内坦选区。

## 建設
德國一名天主教傳教士- 阿洛伊斯凱澤爾於1902年在埃瓦區內成立諾魯的第一所學校，也就是現在的凱澤爾學院，它是南太平洋大學的諾魯校區，也是島上唯一的一所高等學府。埃瓦區還有島上最大的私人購物中心。

## 最早的村落
Abab、Aiburi、Anna、Anwer、Aramen、Arubo、Autibwere、Boreboren、Marerawua、Medang、Yoe 和 Yorangeb，共12個。